# Cricqueville-en-Auge
Cricqueville-en-Auge är en kommun i departementet Calvados i regionen Normandie i norra Frankrike. Kommunen ligger i kantonen Dozulé som ligger i arrondissementet Lisieux. År 2022 hade Cricqueville-en-Auge 184 invånare.

## Befolkningsutveckling
Antalet invånare i kommunen Cricqueville-en-Auge
Referens: INSEE